# عبد ال سيبومانا
عبد ال سيبومانا (بالإنجليزية: Abdul Sibomana)‏ هو لاعب كرة قدم رواندي في مركز الدفاع، ولد في 10 ديسمبر 1981 في رواندا. شارك مع منتخب رواندا لكرة القدم. أما مع النوادي، فقد لعب مع نادي الجيش الوطني الرواندي.

## وصلات خارجية
- عبد ال سيبومانا على موقع الاتحاد الدولي (مؤرشف)  (الإنجليزية)
- عبد ال سيبومانا على موقع قاعدة بيانات كرة القدم.إي يو (الإنجليزية)
- عبد ال سيبومانا على موقع ناشيونال فوتبول تيمز (الإنجليزية)
- عبد ال سيبومانا على موقع Soccerway.com (الإنجليزية)